# Buddareddihalli, Pavagada
Buddareddihalli là một làng thuộc tehsil Pavagada, huyện Tumkur, bang Karnataka, Ấn Độ.